# Eyal Golasa
Eyal Golasa (in ebraico אייל גולסה‎?; Natanya, 7 ottobre 1991) è un calciatore israeliano, centrocampista del Maccabi Petah Tiqwa.

## Carriera

### Club
Cresciuto nelle giovanili della società israeliana del Beitar Nes Tubruk, viene acquistato dal più importante club d'Israele, il Maccabi Haifa, con il quale Golasa debutta nel 2008 nel massimo campionato del suo paese, la Ligat ha'Al. All'inizio del torneo il giovane centrocampista trova poco spazio, ma pian piano acquista la fiducia del tecnico Ronny Levy, che lo impiega in 27 gare.
Golasa raggiunge la sua consacrazione nel Maccabi quando il suo ingresso nella gara dei preliminari di Champions League del 4 agosto 2009 contro la formazione kazaka dell'Aktobe è determinante per la rimonta della formazione israeliana, impostasi per 4-3. Golasa risulta ancora determinante nel turno successivo, segnando uno dei tre gol che hanno permesso al Maccabi Haifa di imporsi 3-0 sugli austriaci del Salisburgo, qualificandosi per la fase a gironi della Champions League 2009-2010.
Il 31 gennaio del 2010 arriva ad un accordo pluriennale,seppur non regolare,con la Lazio, tuttavia il giocatore, il quale aveva già fatto visita presso il Centro sportivo di Formello e scelto il numero di maglia, fa ritorno al Maccabi la settimana successiva, precisamente il 5 febbraio, nonostante fosse stato sottoscritto il contratto con la società romana, invece ritenuto non valido dal club israeliano, oltre al fatto che erano accorsi numerosi problemi di varia natura.
Nel 2014 lascia il Maccabi per accasarsi a titolo definitivo al club greco del PAOK.
Nel 2016 lascia il PAOK per far ritorno in Israele al Maccabi Tel Aviv.

### Nazionale
Eyal Golasa ha compiuto tutta la trafila delle nazionali giovanili, da quella Under-17 fino ad arrivare a quella Under-21.

## Palmarès

### Club

#### Competizioni nazionali
- Campionato israeliano: 4

Maccabi Haifa: 2008-2009, 2010-2011
Maccabi Tel Aviv: 2018-2019, 2023-2024
- Coppa Toto Al: 1

Maccabi Tel Aviv: 2018-2019
- Supercoppa d'Israele: 1

Maccabi Tel Aviv: 2019